# 미하일 호도르콥스키

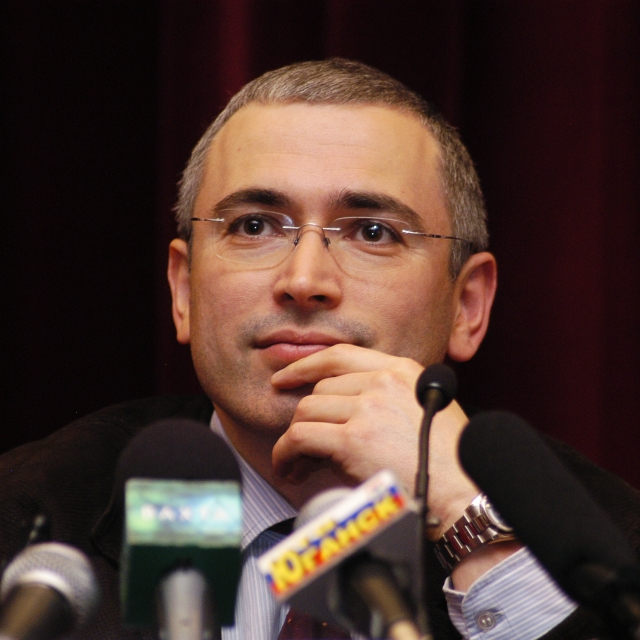
미하일 호도르콥스키

미하일 보리소비치 호도르콥스키(러시아어: Михаи́л Бори́сович Ходорко́вский, 1963년 6월 26일 ~ )는 러시아의 기업인으로 옛 러시아 최대의 민간 기업이던 석유 회사 유코스의 회장이다.
유대인 출신으로 모스크바 멘델레예프 화공 대학교를 졸업 후 1986년 컴퓨터, 브랜디 등을 수입, 판매하는 사업을 시작했고 1989년 메나테프 은행을 세웠다.
1990년대 중반 메나테프 은행에서 재무와 회계 업무를 하다가 1995년 신흥 사업가들과 함께 선거 자금을 지원해 보리스 옐친 대통령의 재선을 도와 1996년 사업 파트너 플라톤 레베데프와 함께 국영 석유회사던 유코스를 민영화하여 3억 900만 달러에 지분 78%를 인수했다.
이후 러시아의 신흥 재벌 올리가르히의 중추던 유대인들의 지원으로 블라디미르 푸틴 정권 때는 2002년에는 리투아니아 제1의 석유회사를 인수하였고 유코스를 러시아 제2의 석유 기업으로 키웠다.
한때 유코스는 시가 350억 달러의 거대 기업으로 성장해 하루 170만 배럴의 석유를 생산했고 러시아 석유 생산량의 20%와 전 세계 석유 생산량의 2%를 차지할 정도였고 개인 자산도 120억 달러로 늘어나 2004년 미국의 경제 전문지 《포브스》에 40대 이하 세계 최고 갑부로 선정되었다.
그러나 2003년 10월 사기 및 횡령, 조세 포탈 등 7개 혐의로 기소되었고 유코스 사는 세금 체납을 이유로 천문학적인 액수인 275억 달러를 추징당했다. 결국 2004년 11월 핵심 회사던 유간스크네프트 가스가 국영 석유회사 가즈프롬과 로스네프티에게 매각되어 유코스는 사실상 파산하였다.
2005년 호도르콥스키는 많은 시민들의 반대에도 불구하고 동업자 플라톤 레베데프와 함께 9년 형을 선고받았으며 2006년 유코스도 결국 완전히 해체돼 없어졌고 자산도 152억 달러에서 22억 달러로 줄어들었다. 2013년 12월 20일 푸틴 대통령은 호도르콥스키의 사면을 결정하였다.

## 같이 보기
- 알렉스 기브니